# 下維索茨凱
49°1′42″N 23°1′9″E / 49.02833°N 23.01917°E
下維索茨凱（羅馬化：Nyzhnie Vysotske）是烏克蘭西部利維夫州桑比爾區的村莊，始建於1538年，面積2.5平方公里，海拔高度621米，2001年人口755，人口密度每平方公里302人。